# Acacia baeuerlenii
Acacia baeuerlenii är en ärtväxtart som beskrevs av Joseph Henry Maiden och Richard Thomas Baker. Acacia baeuerlenii ingår i släktet akacior, och familjen ärtväxter. Inga underarter finns listade i Catalogue of Life.